# 던전 & 드래곤: 다크 얼라이언스
《던전 & 드래곤: 다크 얼라이언스》는 토크 게임스가 개발하고 위저즈 오브 더 코스트가 배급한 3인칭 액션 롤플레잉 게임이다. 《던전 & 드래곤》 테이블탑 롤플레잉 시스템에 기반했으며 《발더스 게이트》 시리즈의 외전작 《발더스 게이트: 다크 얼라이언스 (2001)》와 《발더스 게이트: 다크 얼라이언스 II (2004)》의 제목을 이어받았으나 이야기와 게임플레이상 모두 무관한 작품이다.
2021년 6월 22일 마이크로소프트 윈도우, 플레이스테이션 4, 플레이스테이션 5, 엑스박스 원 및 엑스박스 시리즈 X/S 플랫폼으로 출시됐다. 발매 당시 복합적인 평가를 받았다.

## 반응
《던전 & 드래곤: 다크 얼라이언스》는 리뷰 애그리게이터 웹사이트 메타크리틱에서 대부분의 플랫폼판이 "복합적 및 평균적인 평가"를 받았다.

## 참조

### 내용주
1. ↑  영어: Dungeons & Dragons: Dark Alliance